# 多羅甘
50°19′33″N 27°54′51″E / 50.32583°N 27.91417°E
多羅甘（烏克蘭語：Дорогань），是烏克蘭北部的村莊，隸屬日托米爾州的茲維亞赫爾區。該村面積3.62平方公里，海拔高度232米，2001年人口22，人口密度每平方公里6.08人。